# Farinata
La farinata, également connue sous le nom de fainè, fainà (en ligure) ou cecìna et tarte de pois chiches, est un gâteau salé très peu épais fait à base de farine de pois chiche, d'eau, de sel et d'huile d'olive extra vierge. Elle est similaire à la socca de Nice et à la cade de Toulon.
Il s'agit d'un plat issu des traditions liguriennes et toscanes qui est devenu un aliment typique de la côte de la mer de Ligurie, de la Sardaigne et de l'île d'Elbe. Il est également typique de Gibraltar, où il est appelé calentita .
La farinata est un symbole de la gastronomie italienne. Elle bénéficie d'une appellation comme produit agroalimentaire traditionnel italien. 

## Histoire
Les racines de la farinata sont très anciennes : plusieurs recettes romaines et grecques font état de flans de purée de légumineuses cuits au four. Les pois chiches étaient également bien connus dans le monde arabe : on pense généralement que ce sont les marchands de la République maritime de Gênes qui ont importé la coutume d'utiliser cette légumineuse en Italie au Moyen Âge, en la transformant en ce qui est aujourd'hui la farinata.
L'origine du plat est inconnue. Une histoire sur son origine dit que la farinata aurait été inventée en 233 av. J.-C. à l'occasion d'une bataille opposant les Romains aux Ligures dans l'actuelle Toscane. Les Romains auraient donné l'idée à leurs adversaires de se servir de leur bouclier métallique comme d'un plat pour faire cuire sur le feu un mélange de farine de pois chiches et d'eau,.
Selon la légende populaire, ce plat est né en 1284, lorsque Gênes a vaincu Pise lors de la bataille de la Meloria. La galère génoise, chargée de rameurs captifs, se retrouve prise dans une tempête. Dans la tourmente, quelques barils d'huile et des sacs de pois chiches se sont renversés, trempant dans l'eau salée. Par manque de choix dans la nourriture, ce qui était possible a été récupéré et les marins ont reçu des bols à base de purée de pois chiches et d'huile. Certains marins refusent la bouillie et la laissent au soleil, qui sèche le mélange pour en faire une sorte de crêpe. Le lendemain, poussés par la faim, les marins mangent la mixture et découvrent son caractère délicieux. De retour à terre, les Génois décident d'améliorer leur découverte improvisée en faisant cuire la purée au four. Le résultat leur plait et, pour se moquer des vaincus, ils l'appellent l'« or de Pise ».
A Gênes, appelée « scriblita » (tarte ou focaccia en latin, puis en génois), souvent consommée entre deux tranches de pain, elle est à partir du XVe siècle, pendant des années, la nourriture des vendredis maigres et des travailleurs portuaires. On la préparait dans les sciamadde (de fiammata, « flambée »), petites échoppes dans lesquelles brûlait toujours un feu vif et dont il reste encore un petit nombre. Des vendeuses itinérantes parcouraient les rues avec un gros plat rond en fonte sur la tête, le testo, et proposaient la farinata en criant : « Gô a faïna äda » (« J'ai de la farinatta chaude »).

## Préparation

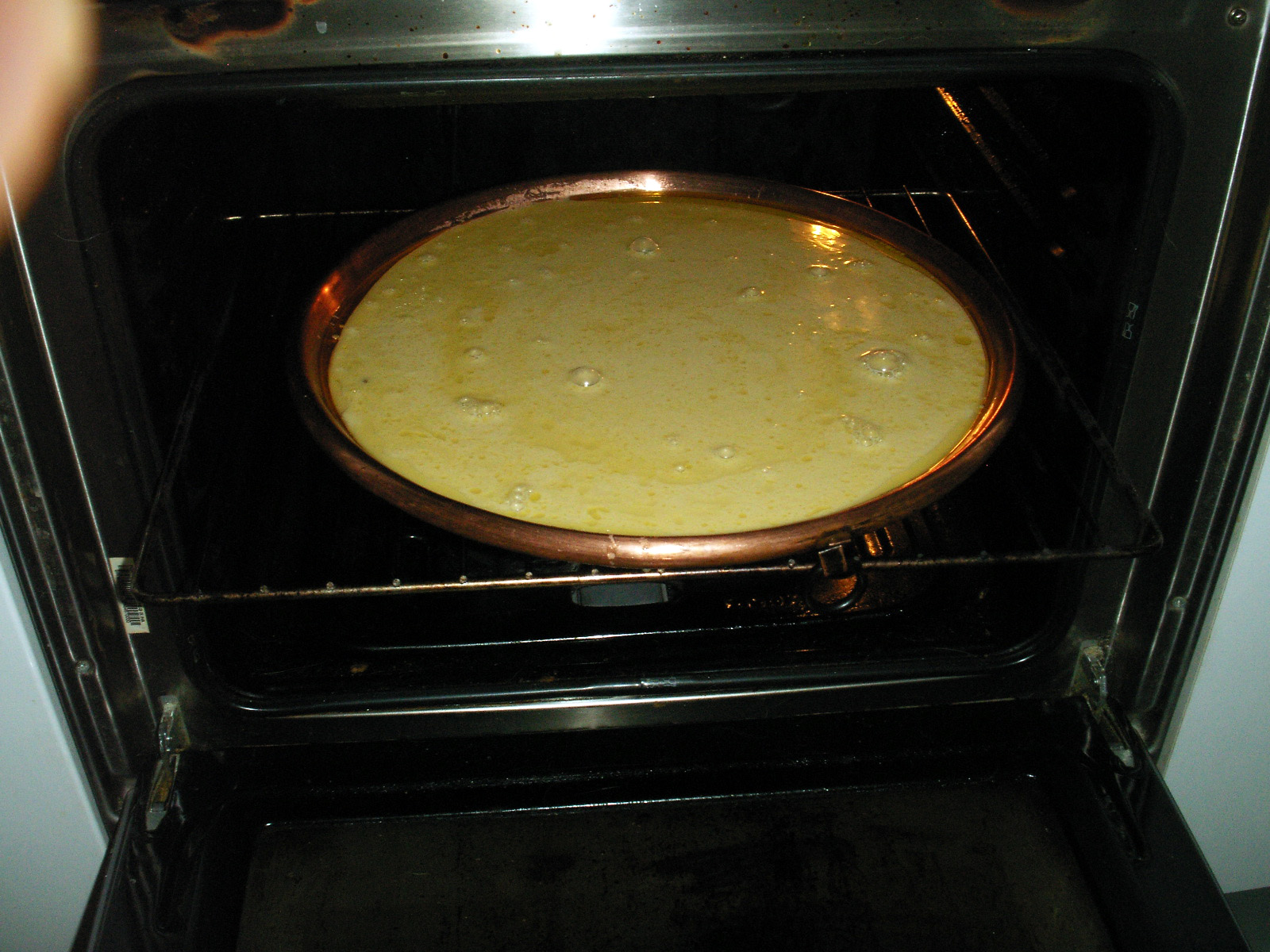
Farinata mélangée à de l'huile.

La farinata est fabriquée en mélangeant de la farine de pois chiche dans un mélange d'eau et d'huile d'olive pour former une pâte qui est versée dans une casserole pour faire une crêpe généralement de 4 mm d'épaisseur qui est cuite pendant quelques minutes, traditionnellement dans un plat allant au four en cuivre étamé dans un four ouvert. Elle peut être cuite au four à bois, dans un moule, à 300 °C pendant 10 minutes et prend une croûte dorée brillante en cuisant, tandis que le dessous reste lisse et sans croûte.
Elle est servie brûlante et doit être dorée et bien croquante. Parfumée à l'huile d'olive, elle ne doit pas être trop grasse. La surface doit être craquelée et dentelée, sans grosses taches ni brûlures.
La farinata peut être assaisonnée avec du romarin frais, du poivre et du sel marin.

## Consommation
Traditionnellement, la farinata est coupée en tranches triangulaires de forme irrégulière et mangée sans garniture dans de petites assiettes avec du poivre noir en option. Ailleurs en Italie — traditionnellement en Toscane, où on l'appelle cecina (du mot italien désignant les pois chiches, ceci ) — on la sert farcie dans de petites focaccia (principalement à Pise) ou entre deux tranches de pain, comme c'est la tradition à Livourne.
Aujourd'hui, elle est encore préparée dans des friteuses de rue dédiées, toujours appelées en Ligurie sciamadda.
Elle est vendue dans les pizzerias et les boulangeries, consommée en portions, à toute heure de la journée. Nourriture de rue par excellence, elle se déguste à peine sortie du four, enroulée dans un papier alimentaire (la peppià) et saupoudrée de poivre.
Certaines entreprises alimentaires proposent une version précuite emballée, prête à réchauffer et vendue en supermarché.

## Variantes et appellations

### En Italie

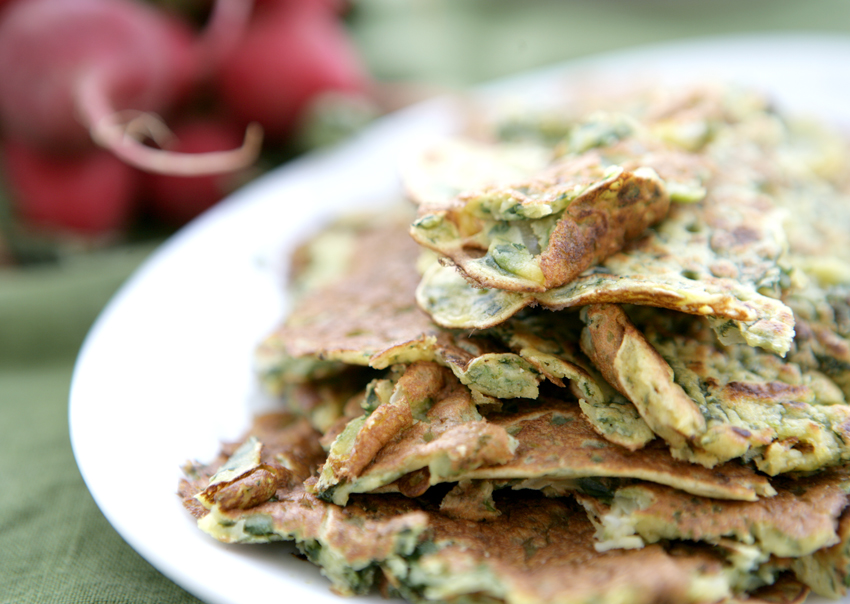
Farinata di ortiche (orties).

En Ligurie, le plat est appelé fainâ,,. Sur la côte toscane, au sud de la Ligurie, en particulier dans les provinces de Pise, de Livourne, de Lucques, la cecina, dans la province de Massa-Carrara, la calda calda ou, à Livourne, la torta (di ceci) est cuite sans romarin utilisé pour les garnitures.
Dans le Bas Piémont et en particulier dans la province d'Alexandrie où, dans la région de Torto, elle est également appelée belécauda.
Elle est également préparée en Sardaigne, notamment à Sassari où son nom, en raison des liens historiques avec Gênes, est fainé genovese. Souvent cuisinée avec d'autres ingrédients tels que des oignons, des anchois, de la saucisse et avec l'ajout d'une pincée de poivre noir, de là, elle s'est répandue dans une partie du nord de la Sardaigne, notamment à Alghero et Porto Torres, ainsi qu'à Carloforte et Calasetta.
On la trouve dans toutes les pizzerias de la province de Ferrare et de la ville voisine de Polésine, où elle est appelée padellata di ceci et servie avec du sel et du poivre ou avec des saucisses et des oignons hachés.
Dans la province de Savone (près de Gênes), une version de farinata appelée farinanta bianca est répandue, faite avec de la farine de blé au lieu de farine de pois chiche.
Le nom panissa ou paniscia en génois désigne une pâte de type polenta bouillie solidifiée, faite avec les mêmes ingrédients que la farinata. Elle peut être coupée en lanières et frite, appelée panissette. À Gênes, les variantes de la farinata incluent parfois des oignons ou des artichauts, mais la recette dérivée la plus célèbre est la fainâ co i gianchetti (farinata aux appâts blancs), parfois difficile à trouver en raison de la réglementation de la pêche, mais traditionnellement considérée comme la quintessence de la fainâ.

### En France

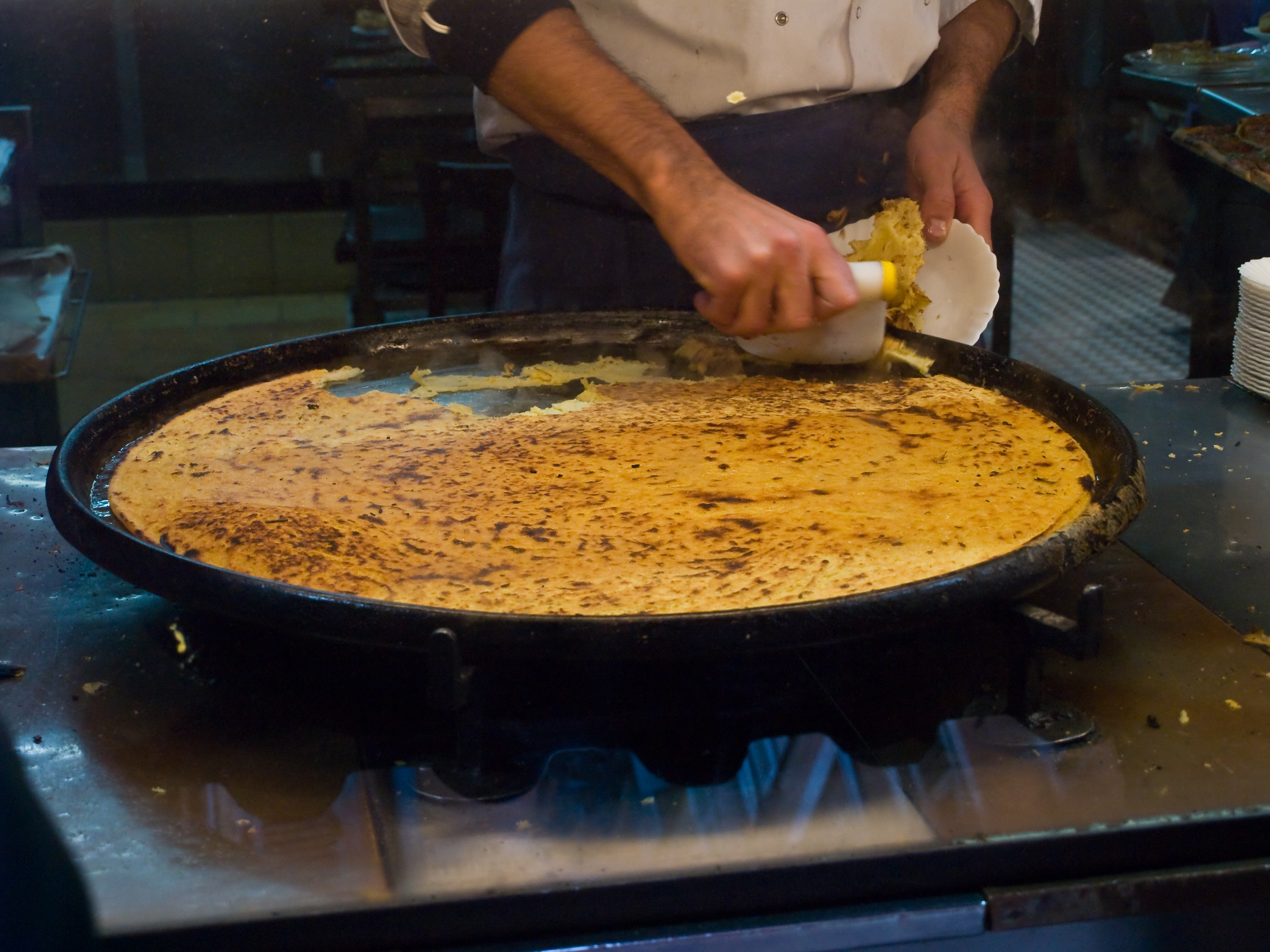
Socca, à peine sortie du four, dans la vieille ville de Nice, sur la Côte d'Azur.

La socca est une spécialité de la cuisine du sud-est de la France, en particulier dans et autour de la ville de Nice. Elle est pratiquement identique à la farinata, certains disent que la texture est un peu différente. Elle peut être cuite sur une plaque de cuivre étamé de plus d'un mètre de diamètre. Autour de Toulon et de Marseille, il est aussi possible de le trouver sous le nom de « cade ».
La panisse, une spécialité de Marseille, est un plat similaire, mais plus épaisse, et est généralement coupée en rectangles et frite.

### Autres
En Algérie, la karantika est un plat similaire très populaire, servi chaud et assaisonné de cumin et d'harissa.
En Argentine et en Uruguay (où plusieurs milliers de Liguriens ont émigré entre le XIXe et le XXe siècle), la farinata est connue sous le nom de fainá, semblable au nom génois d'origine fainâ. Elle est souvent consommée sur une pizza (un caballo). En Uruguay, la fainá est considéré comme un plat traditionnel uruguayen, apporté par les immigrants en 1915, à tel point que le 27 août a été appelé « Día del fainá,». L'huile d'olive, chère, n'est pas forcément utilisée ; d'autres huiles végétales peuvent être employées, ce qui affecte la saveur dans une certaine mesure[réf. nécessaire].
À Gibraltar, où une partie importante de la population est d'origine génoise, on l'appelle calentita lorsqu'elle est cuite au four ou panissa lorsqu'elle est frite. Elle est généralement consommée nature, sans aucune garniture. Ces préparations sont considérées comme les plats nationaux de Gibraltar.
En Inde, le dal (le mot désignant les légumineuses ) cheela (prononcé « chila ») ou le besan (le mot désignant la farine de pois chiche), pooda (prononcé « poura »), selon les régions, est un plat similaire préparé avec de la farine de pois chiche (ou une autre légumineuse) et de l'eau dans une poêle huilée. Des légumes comme les oignons, les piments verts, le chou, les herbes et épices comme la coriandre sont également ajoutées dans certaines versions de la préparation.